# Royal Engineers A.F.C.
Royal Engineers Association Football Club er et fodboldhold, der repræsenterer Corps of Royal Engineers, the "Sappers", fra British Army. I 1870'erne var det et af de stærkeste hold i engelsk fodbold, og det vandt FA Cup'en i 1875 og nåede finalen yderligere tre gange i FA Cup'ens første otte sæsoner. Royal Engineers var pionerer indenfor pasningsspil, hvor holdkammeraterne afleverede bolden til hinanden frem for at sparke bolden fremad og jagte den.

## Historie

### Pasningsspil
Sir Frederick Wall, som var sekretær for The Football Association i 1895–1934, skriver i sine erindringer, at "pasningsspillet" først blev praktiseret af Royal Engineers AFC i begyndelsen af 1870'erne. Wall skrev, at "Sappers bevægede sig i harmoni" og viste "fordelene ved pasningsspil frem for den gammeldags individualisme."
Samtidige kamprapporter bekræfter at pasninger var et særkende ved Engineers' spillestil. En rapport fra 1869 angiver, at de "arbejdede godt sammen" og "havde lært hemmeligheden bag succes i fodbold – opbakning", mens deres besejrede modstander havde "en smertefuld mangel på samarbejde." I en rapport fra 1870 finder man følgende: "Løjtn. Creswell, som havde ført bolden frem i den ene side, sparkede den ind i midten til en medspiller, som sparkede den mellem stolperne et minut før tid." I februar 1871 mod Crystal Palace bliver det noteret, at "Løjtn. Mitchell lavede et fint løb i venstre side, afleverede bolden til Løjt. Rich som var løbet op i midten, og som lavede endnu et mål." Sejren i marts 1871 mod Wanderers FC skyldtes "upåklagelig organisation" og specielt at såvel deres angreb som deres opbakning var "så godt organiseret." Mod de samme modtandere i november 1871 kom to mål som følge af afleveringer. I kampen i februar 1872 mod Westminster school, "spillede Engineers smukt sammen." og Westminster spillede med en ekstra back for at kunne holde forsvaret.

### Turne i 1873
Royal Engineers var det første fodboldhold, der tog på turne, til Nottingham, Derby og Sheffield i 1873.  Wall's memoirs state that this tour introduced the combination game to Sheffield and Nottingham.

### FA Cup
Holdet nåede finalen i den første FA Cup-turnering, hvor det den 16. marts 1872 tabte 1–0 på Kennington Oval rivalerne fra Wanderers FC. De tabte også  finalen i 1874, til Oxford University AFC. Deres største triumf var sejren i FA Cup 1874-75. I finalen mod Old Etonians spillede de uafgjort 1–1 efter en scoring af Renny-Tailyour og vandt dernæst omkampen med 2-0 efter scoringer af Renny-Tailyour og Stafford. Vinderholdet bestod af:
- Kapt. W. Merriman; Løjtn. G.H. Sim; Løjtn. G.C. Onslow; Løjtn. R.M. Ruck; Løjtn. P.G. von Donop; Løjtn. C.K. Wood; Løjtn. H.E. Rawson; Løjtn. R.H. Stafford; Løjtn. H. W. Renny-Tailyour; Løjtn. A. Mein; Løjtn. C. Wingfield-Stratford.

Holdets sidste optræden i FA Cup-finalen var i 1878, hvor det igen tabte til Wanderers. Sidste gang de deltog i FA Cup'en var i 1882-83, hvor de tabte 6–2 til Old Carthusians FC i fjerde runde.

### Senere år
Professionalisme nåede til Nordengland i 1880'erne, hvor the Football League startede i 1888. I begyndelsen var Royal Engineers ét blandt flere amatørhold, der kunne slå de professionelle i udfordringskampe. Army Football Association blev dannet i 1888. Dets hold var organiseret af battalion og senere af regiment. Royal Engineers' Depot Battalion vandt FA Amateur Cup i 1908.
Forskellige regimenter og bataljoner inden for Corps of Royal Engineers har vundet Army FA Cup:
Service BattalionVinder 1903; Finalist 1904, 1905
Depot BattalionVinder 1907
Training BattalionVinder 1937
Barton StaceyVinder 1947
4th Training BattalionVinder 1950, 1957, 1958
4th Divisional EngineersVinder 1969
32nd Engineer RegimentVinder 1970; Finalist 1971
Training RegimentsVinder 1980; Finalist 1991, 1993
28 Amphibious Engineer RegimentVinder 1981, 1990, 1991, 1992, 1993, 1994, 1996, 2000, 2001, 2002; Finalist 1983, 1988
40 Army Engineer Support GroupFinalist 1985

## Landsholdsspillere

### England
Seks spillere har spillet landskampe for England, mens de repræsenterede Royal Engineers AFC (med antallet af landskampe opnået som Royal Engineers-spiller):
- Horace Barnet (1 landskamp)
- Alfred Goodwyn (1)
- Herbert Rawson (1)
- Bruce Russell (1)
- Pelham von Donop (2)
- Cecil Wingfield-Stratford (1)

### Skotland
To spillere repræsenterede Skotland, mens de repræsenterede Royal Engineers AFC:
- John Edward Blackburn (1)
- Henry Renny-Tailyour (1)